# SC Hellas Magdeburg
El SC Hellas Magdeburg es un club acuático alemán en la ciudad de Magdeburgo.

## Historia
Su historia se compone de tres etapas:

### 1904 a 1945
El club se funda el 3 de agosto de 1904.
En 1908 en los Juegos Olímpicos de Londres Arno Bieberstein ganó la medalla de oro en 100 metros espalda, y Kurt Behrens la medalla de plata en buceo. Los miembros de la asociación consiguen varios récords mundiales: 1910 Gerhard Arnold 200 metros, récord mundial en 2:59,8; 1912 Kurt Bretting 1:02,4 con un nuevo récord mundial, 100 metros en estilo libre; en los Juegos Olímpicos de 1912 en Estocolmo Kurt Behrens gana medalla de bronce en el buceo. De 1913 a la década del 30 el nadador Erich Rademacherconsigue un toltal de 30 récords mundiales

### 1945 a 1990
En 1945, el Tribunal Supremo en la raza Hellas acontecimientos en la zona de ocupación soviética ya no participar. Los deportistas se vana otros clubes para poder continuar su carrera

### A partir de 1991
Tras el fin de la RDA en 1991, se continua con la asociación con sede en Brunswick.
En la ciudad de Magdeburgo una calle lleva el nombre del club: Hellasweg.

## Palmarés
- 8 veces campeón de la liga de Alemania de waterpolo masculino (1924, 1925, 1926, 1928, 1929, 1930, 1931, 1933, 1934)